# Exèrcit Continental
L'Exèrcit Continental nord-americà fou un exèrcit que es formà al començament de la Guerra d'Independència dels Estats Units per les colònies que es convertirien en els Estats Units d'Amèrica. Fou establert per una resolució del Congrés Continental el 14 de juny de 1775 amb la missió de coordinar els esforços militars de les Tretze Colònies en llur lluita contra el govern de la Gran Bretanya. L'Exèrcit Continental operava en conjunció amb les milícies locals i les altres tropes sota el control dels estats individuals. El general George Washington en fou el comandant en cap durant tota la guerra.
La major part de l'Exèrcit Continental fou dissolt el 1784 després de la signatura del Tractat de París amb el qual finalitzà oficialment la guerra. Les unitats restants possiblement formaren el nucli d'allò que esdevindria l'Exèrcit dels Estats Units.